# Раковский, Евгений Владимирович
Евгений Владимирович Раковский (1877—1949) — заведующий кафедрой пирогенных процессов МХТИ им. Д. И. Менделеева, профессор, заслуженный деятель науки и техники РСФСР.

## Биография
Родился в 1877 г. в Москве.
С начала 1920-х гг. — организатор подготовки специалистов по технологии углеграфитовых материалов в МВТУ. В 1927—1934 годах принимал участие в составлении «Технической энциклопедии» в 26-и томах под редакцией Л. К. Мартенса, автор статей по тематике «химия».
В 1936—1949 гг. — заведующий кафедрой пирогенных процессов МХТИ им. Д. И. Менделеева. До 1943 г. заместитель директора по учебной работе, один из руководителей эвакуации МХТИ в Коканд в ноябре 1941 г.
Основные научные направления — изучение химического состава торфов, гуминовых кислот сибирских сапропелитов, сланцев, изучение продуктов их термической деструкции.
Похоронен на Новодевичьем кладбище (4-й участок).

## Награды
- Заслуженный деятель науки и техники РСФСР.
- Награждён орденом Трудового Красного Знамени (17.12.1940, «в ознаменование 20-летнего юбилея Московского химико-технологического института имени Д. И. Менделеева, за выдающиеся заслуги в деле развития химической науки и подготовки высококвалифицированных инженеров химиков-технологов») и медалями.

## Семья
- Сын — Михаил Евгеньевич Раковский (1908—1984)
- Сын — Владимир Евгеньевич Раковский (1900—1988).

## Сочинения
- Пособие к практическим работам по химии твердого топлива [Текст] / Е. В. Раковский, С. Д. Воробьев, С. С. Стрелков. — Москва : [б. и.], 1939. — 62 с. : ил.; 22 см.
- Химия твердого топлива. Ч. 1. [Торф] [Текст] / Моск. хим.-технол. ин-т им. Д. И. Менделеева. — Москва : [б. и.], 1939. — 132 с.; 25 см.
- Полукоксование, как метод утилизации осадков из сточных вод [Текст] / Н. М. Попова, проф. Е. В. Раковский; Под ред. проф. С. Н. Строганова; Акад. коммунал. хоз-ва при СНК РСФСР. — Москва ; Ленинград : Изд-во Наркомхоза РСФСР, 1940 (Москва). — 60 с. : схем.; 22 см.
- Кропотов К. Н., Раковский Е. В., Лидер Е. Э. и др. Общая химическая технология топлива: учебник для химико-технологических вузов (под общ. ред. С. В. Кафтанова. Л., 1941, М-Л, 1947) изд. 2-е